# Internationale Federatie voor Werknemers in de Mijnbouw, Chemie, Energiesector en Algemene Arbeiders
Internationale Federatie voor Werknemers in de Mijnbouw, Chemie, Energiesector en Algemene Arbeiders, in het Engels International Federation of Chemical, Energy, Mine and General Workers' Unions, (ICEM), is een internationale koepelorganisatie van 467 vakbonden en vakcentrales die de belangen van werknemers in de voorgenoemde sectoren in 132 landen behartigt. De organisatie is opgericht in 1995 en haar hoofdzetel is gelegen in Genève. Voorzitter is Senzeni Zokwana.

## Aangesloten vakbonden en vakcentrales
Voor België zijn de ABVV-vakcentrales BBTK en de AC en de ACV-centrales LBC-NVK, CNE-GNC en ACV BIE aangesloten. Daarnaast heeft ook het ACLVB een lidmaatschap. Voor Nederland zijn dit respectievelijk FNV Bondgenoten en CNV Vakmensen.